# 碧海湾駅
碧海湾駅（へきかいわんえき、中文表記: 碧海湾站、英文表記: Bihaiwan Station）は、中華人民共和国深圳市宝安区に位置する深圳地下鉄11号線（機場線）の駅。

## 駅構造
島式ホーム1面2線の地下駅

## 隣の駅
■11号線
機場駅 - 碧海湾駅 - 宝安駅